# Junonia persicaria
Junonia persicaria är en fjärilsart som beskrevs av Hans Fruhstorfer 1912. Junonia persicaria ingår i släktet Junonia och familjen praktfjärilar. Inga underarter finns listade i Catalogue of Life.